# Henk Jurriaans
Henk Jurriaans (Amsterdam, 21 november 1940 – Uithuizen, 10 oktober 2005) was een Nederlands kunstenaar en psycholoog.

## Levensloop
In de jaren zeventig bracht hij een aantal nieuwe opvattingen over psychologie en kunst naar voren. Hij moedigde als psycholoog zijn patiënten aan alleen maar te doen wat ze prettig vonden en op te houden met vervelende dingen. Een andere boodschap van hem was: Ik ben oké, jij bent een lul.
Vanaf 18 januari 1975 stelde hij zichzelf 25 dagen tentoon als "levend kunstwerk" in het Stedelijk Museum in Amsterdam, elke dag een uur.
Jurriaans was getrouwd met de kunstenares Marte Röling en woonde daarnaast nog vanaf de jaren tachtig samen met drie andere partners: Adriënne Morriën, Alissa Morriën (dochters van de schrijver Adriaan Morriën) en de kunstenares Wanda Werner in Uithuizen in de provincie Groningen. Daarvoor woonden ze op een boerderij in Weesp.
In 2002 interviewde Rik Felderhof in zijn televisieprogramma Villa Felderhof van de omroep NCRV de leefgemeenschap van Jurriaans in het Groningse plattelandsdorp.